# マイモウナ・ディアッラ
マイモウナ・ディアッラ（Maimouna Diarra、1991年1月30日 - ）は、セネガルの女子プロバスケットボール選手である。ポジションはセンター。
セネガル代表として2016年リオデジャネイロオリンピックに出場。2017年よりWNBA、ロサンゼルス・スパークスに所属。